# Büssü
Büssü es un pueblo ubicado en el distrito de Kaposvár, en el condado de Somogy, Hungría.

## Superficie
Posee una superficie de 17,19 kilómetros cuadrados.

## Demografía
Hasta 2019 la población era de 412 habitantes, con una densidad de población de 23,97 habitantes por kilómetro cuadrado.